# Ha (Bhutan)
Ha, Haa – miasto w Bhutanie, w dystrykcie Ha. Leży nad rzeką Ha-cz‘u.

## Położenie

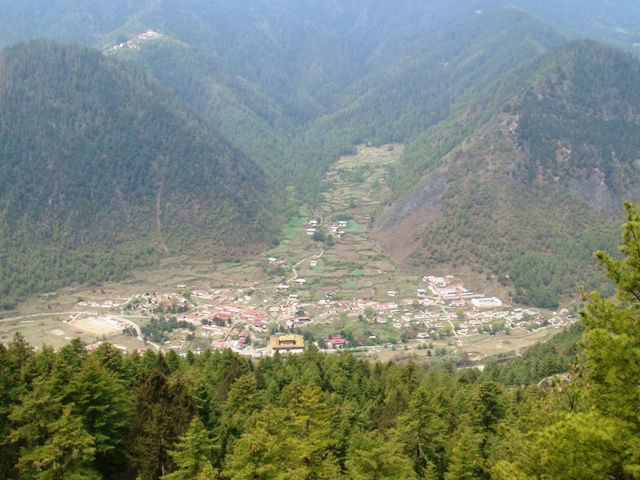
Dolina Haa

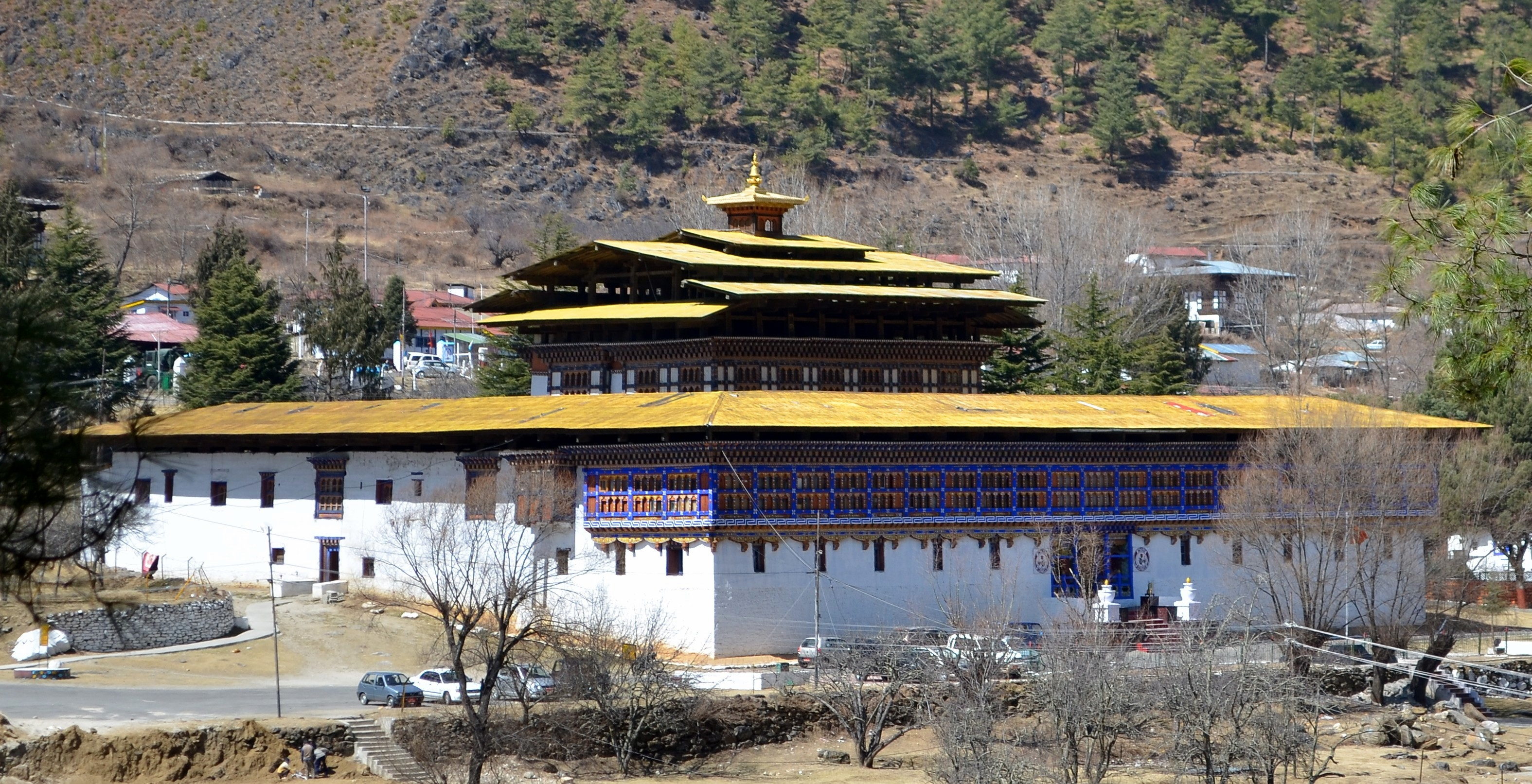
Klasztor w Ha. Tu mieści się IMTRAT.

Haa znajduje się w dolinie Haa na zachodzie Bhutanu. 

## Gospodarka
Główną działalnością gospodarczą jest tu produkcja ryżu, hodowla jaków i handel z sąsiednimi Chinami.

## Wojsko
W Ha mieści się Indyjski Zespół Szkolenia Wojskowego (znany również jako IMTRAT). IMTRAT jest odpowiedzialny za szkolenie personelu Królewskiej Armii Bhutanu (RBA) i Bhutańskiej Straży Królewskiej (RBG). Jest to najstarsza drużyna szkoleniowa wysłana poza Indie do obcego kraju.

## Demografia
Miasto wg spisu powszechnego z 2005 roku liczyło 2 495 mieszkańców, zaś w 2012 roku 2 773.

## Religia
W mieście znajdują się dwie świątynie buddyjskie: Lakhang Karpo (Biała Świątynia) i Lakhang Nagpo (Czarna Świątynia), które według legendy zostały zbudowane przez tybetańskiego króla Songcena Gambo w VII wieku. Znajdują się one wśród 108 świątyń wybudowanych w celu zneutralizowania demona, który pokrył Himalaje. 
Haa odwiedzili m.in.: Padmasambhawa oraz Ngawang Namgyal.